# Kígyós-főcsatorna
A Kígyós-főcsatorna a Duna vízgyűjtő medencéjébe tartozó nem hajózható vízfolyás. A Felső-Bácska legjelentősebb vízforrása. Hossza 129 km, melyből 92 km Magyarország, 37 km pedig Szerbia területén található. Összesen nyolcszor szeli át a magyar-szerb államhatárt egy rövid, körülbelül 15 km-es szakaszon.

## Nevének eredete
Az eredetileg mind magyarul, mind szerbül Kígyósként ismert vízfolyás, feltehetőleg a kanyargós, kígyózó jellegéről kapta nevét. Szerb oldalon a mai hivatalos elnevezése : Plazović.
- magyarul : Kígyós, Kígyós-csatorna, Kígyós-ér
- szerbül :  Kiđoš (Киђош), Plazović (Плазовић)

## Történelem
A Kígyós bácsalmási ágát 1926-ban szabályozták. 1952-ben a régiót ért szárazság következtében teljesen kiszáradt. Ellenben, 1970-es és 2004-es év során a felduzzadt Kígyós jelentős árvízkárokat okozott a környező falvakban.

## Leírás
A főcsatorna a Jánoshalmai járás területéről indul, eleinte dél felé, majd a Bácsalmási járás területén folyik tovább délnyugati irányban kanyarogva. Monostorszegtől (Bački Monoštor) 3 km-re éri el a Ferenc-csatornát, mely nagyobb ágának neve szerbül Велики канал / Veliki kanal, a kisebbik ága pedig a Mali kanal / Мали канал.
Két oldalági vízfolyás táplálja:  a Mátételki-Kígyós csatorna és a Bokodi-Kígyós csatorna.

## Oldalágai
- Mátételki-Kígyós csatorna

A Mátételki-Kígyós csatorna Tataházától északra ered. A falut elhagyva déli irányba Mátételke felé veszi az útját. A szerb államhatár előtt Bácsalmás és Madaras között éri el a Kígyós-főcsatornát.
- Bokodi-Kígyós csatorna

Ez a vízfolyás két patak összefolyásából alakul. Az egyik ága Borota községnél, míg a másik Rém községnél ered. A két patak Felsőszentiván határában egyesül és folytatja útját déli irányba Bácsbokod és Bácsborsód érintésével. A Kígyós-főcsatornát, a szerb-magyar államhatár szerb oldalán, Regőce és Katymár között éri el.

## Jellemzői
A Kígyós-főcsatorna vízhozama igen alacsony, csak természetes vízkészlettel rendelkezik, így Bács-Kiskun vármegye egyik legkedvezőtlenebb vízminőségű vízrendszere, mert a legkisebb szennyező hatásokat sem képes mérsékelni.
Átlagos szélessége 3–5 m, mélysége 40–100 cm.

## Települések a csatorna mentén
- Kéleshalom
- Jánoshalma
- Mélykút
- Bácsalmás
- Madaras
- Katymár
- Regőce (Риђица / Riđica) (Szerbia)
- Bácsszentgyörgy
- Bácskörtés (Крушевље / Kruševlje) (Szerbia)
- Béreg (Бачки Брег / Bački Breg) (Szerbia)
- Küllőd (Колут / Kolut) (Szerbia)
- Haraszti
- Bezdán (Бездан / Bezdan) (Szerbia)
- Monostorszeg (Бачки Моноштор / Bački Monoštor) (Szerbia)

## Megjegyzés
1. ↑  Más forrás szerint a folyó teljes hossza 126,47 km, melyből 74 km Magyarország, 52,47 km pedig Szerbia területén található. cf. Vladimir Stojanović, Dušan Mijović : Evaluation of geodiversity of the Western Backa Danube region in the planning documents and opportunities for improvement